# Sand, Bas-Rhin

Sand este o comună în departamentul Bas-Rhin, Franța. În 1 ianuarie 2022 avea o populație de 1.413 de locuitori.